# Экспедиции посещения МКС
Экспедиции посещения МКС (ЭП) — это краткосрочные пилотируемые экспедиции на Международную космическую станцию, доставка и возвращение которых осуществляется российскими космическими кораблями серии «Союз». Данное обозначение официально используется Роскосмосом и предприятиями российской ракетно-космической отрасли, и при этом не включает в себя краткосрочные пилотируемые экспедиции на МКС, осуществляемые американскими пилотируемыми космическими кораблями (Space Shuttle, Crew Dragon и Starliner).

## Таблица экспедиций посещения МКС
Даты в таблице соответствуют времени UTC.
| Код   | Экипаж                                          | Корабль доставки                                    | Корабль возвращения                                     | Длительность полёта | Примечания |
| ----- | ----------------------------------------------- | --------------------------------------------------- | ------------------------------------------------------- | ------------------- | --- |
| ЭП-1  | Талгат Мусабаев Юрий Батурин Деннис Тито        | Союз ТМ-32, старт 28.04.2001, стыковка 30.04.2001   | Союз ТМ-31, отстыковка и посадка 06.05.2001             | 7 сут 22 ч 04 мин   | Деннис Тито — первый космический турист.                                                                                       |
| ЭП-2  | Виктор Афанасьев Константин Козеев Клоди Эньере | Союз ТМ-33, старт 21.10.2001, стыковка 23.10.2001   | Союз ТМ-32, отстыковка и посадка 31.10.2001             | 9 сут 20 ч 00 мин   | |
| ЭП-3  | Юрий Гидзенко Роберто Виттори Марк Шаттлворт    | Союз ТМ-34, старт 25.04.2002, стыковка 27.04.2002   | Союз ТМ-33, отстыковка и посадка 05.05.2002             | 9 сут 21 ч 25 мин   | Марк Шаттлворт — космический турист и первый астронавт ЮАР.                                                                    |
| ЭП-4  | Сергей Залётин Юрий Лончаков Франк Де Винне     | Союз ТМА-1, старт 30.10.2002, стыковка 01.11.2002   | Союз ТМ-34, отстыковка 09.11.2002, посадка 10.11.2002   | 10 сут 20 ч 53 мин  | |
| ЭП-5  | Педро Дуке                                      | Союз ТМА-3, старт 18.10.2003, стыковка 20.10.2003   | Союз ТМА-2, отстыковка 27.10.2003, посадка 28.10.2003   | 9 сут 21 ч 02 мин   | |
| ЭП-6  | Андре Кёйперс                                   | Союз ТМА-4, старт 19.04.2004, стыковка 21.04.2004   | Союз ТМА-3, отстыковка 29.04.2004, посадка 30.04.2004   | 10 сут 20 ч 52 мин  | |
| ЭП-7  | Юрий Шаргин                                     | Союз ТМА-5, старт 14.10.2004, стыковка 16.10.2004   | Союз ТМА-4, отстыковка 23.10.2004, посадка 24.10.2004   | 9 сут 21 ч 28 мин   | |
| ЭП-8  | Роберто Виттори                                 | Союз ТМА-6, старт 15.04.2005, стыковка 17.04.2005   | Союз ТМА-5, отстыковка и посадка 24.04.2005             | 9 сут 21 ч 22 мин   | |
| ЭП-9  | Грегори Олсен                                   | Союз ТМА-7, старт 01.10.2005, стыковка 03.10.2005   | Союз ТМА-6, отстыковка 10.10.2005, посадка 11.10.2005   | 9 сут 21 ч 15 мин   | Грегори Олсен — космический турист.                                                                                            |
| ЭП-10 | Маркос Понтес                                   | Союз ТМА-8, старт 30.03.2006, стыковка 01.06.2006   | Союз ТМА-7, отстыковка и посадка 08.04.2006             | 9 сут 21 ч 17 мин   | Маркос Понтес — первый астронавт Бразилии.                                                                                     |
| ЭП-11 | Ануше Ансари                                    | Союз ТМА-9, старт 18.09.2006, стыковка 20.09.2006   | Союз ТМА-8, отстыковка 28.09.2006, посадка 29.09.2006   | 10 сут 21 ч 05 мин  | Ануше Ансари — первая женщина-космический турист.                                                                              |
| ЭП-12 | Чарльз Симони                                   | Союз ТМА-10, старт 07.04.2007, стыковка 09.04.2007  | Союз ТМА-9, отстыковка и посадка 21.04.2007             | 13 сут 19 ч 00 мин  | Чарльз Симони — космический турист.                                                                                            |
| ЭП-13 | Шейх Музафар Шукор                              | Союз ТМА-11, старт 10.10.2007, стыковка 12.10.2007  | Союз ТМА-10, отстыковка и посадка 21.10.2007            | 10 сут 21 ч 13 мин  | Шейх Музафар Шукор — первый астронавт Малайзии.                                                                                |
| ЭП-14 | Ли Со Ён                                        | Союз ТМА-12, старт 08.04.2008, стыковка 10.04.2008  | Союз ТМА-11, отстыковка и посадка 19.04.2008            | 10 сут 21 ч 13 мин  | Ли Со Ён — первая астронавт Южной Кореи.                                                                                       |
| ЭП-15 | Ричард Гэрриот                                  | Союз ТМА-13, старт 12.10.2008, стыковка 14.10.2008  | Союз ТМА-12, отстыковка и посадка 24.10.2008            | 11 сут 20 ч 35 мин  | Ричард Гэрриот — космический турист.                                                                                           |
| ЭП-16 | Чарльз Симони                                   | Союз ТМА-14, старт 26.03.2009, стыковка 28.03.2009  | Союз ТМА-13, отстыковка и посадка 08.04.2009            | 12 cут 19 ч 27 мин  | Второй полёт Чарльза Симони в качестве космического туриста.                                                                   |
| ЭП-17 | Ги Лалиберте                                    | Союз ТМА-16, старт 30.09.2009, стыковка 02.10.2009  | Союз ТМА-14, отстыковка и посадка 11.10.2009            | 10 сут 21 ч 17 мин  | Ги Лалиберте — космический турист.                                                                                             |
| ЭП-18 | Андреас Могенсен Айдын Аимбетов                 | Союз ТМА-18М, старт 02.09.2015, стыковка 04.09.2015 | Союз ТМА-16М, отстыковка 11.09.2015, посадка 12.09.2015 | 9 сут 20 ч 14 мин   | Андреас Могенсен — первый астронавт Дании, Айдын Аимбетов — первый космонавт независимого Казахстана.                          |
| ЭП-19 | Хаззаа Аль-Мансури                              | Союз МС-15, старт и стыковка 25.09.2019             | Союз МС-12, отстыковка и посадка 03.10.2019             | 7 сут 21 ч 02 мин   | Хаззаа Аль-Мансури — первый астронавт ОАЭ.                                                                                     |
| -     | Клим Шипенко Юлия Пересильд                     | Союз МС-19, старт и стыковка 05.10.2021             | Союз МС-18, отстыковка и посадка 17.10.2021             | 11 сут 16 ч 13 мин  | Первые в истории съёмки полнометражного художественного фильма в космосе. Экспедиция посещения не получила порядкового номера. |
| ЭП-20 | Александр Мисуркин Юсаку Маэдзава Ёдзо Хирано   | Союз МС-20, старт и стыковка 08.12.2021             | Союз МС-20, отстыковка 19.12.2021, посадка 20.12.2021   | 11 сут 19 ч 34 мин  | Юсаку Маэдзава и Ёдзо Хирано — космические туристы.                                                                            |
| ЭП-21 | Олег Новицкий Марина Василевская                | Союз МС-25, старт 23.03.2024, стыковка 25.03.2024   | Союз МС-24, отстыковка и посадка 06.04.2024             | 13 сут 18 ч 41 мин  | Марина Василевская — первая женщина-космонавт Беларуси и первый космонавт Беларуси как независимой страны.                     |